# Alan Keir Rothnie
Sir Alan Keir Rothnie CMG 1967, KCVO 1980 (* 2. Mai 1920 in Worksop, Nottinghamshire; † 24. April 1997) war ein britischer Diplomat.

## Leben
Alan Keir Rothnie war 1961 Geschäftsträger in Kuwait, von 1961 bis 1964 Botschaftsrat in Bagdad, von 1965 bis 1968 Botschaftsrat in Moskau, von 1969 bis 1972 Generalkonsul in Chicago, von 1972 bis 1976 Botschafter in Saudi-Arabien und von 1976 bis 1980 Botschafter in der Schweiz. Von 1985 bis 1990 leitete er das Unternehmen Newsbrief Ltd. 1953 heiratete er Anne Harris. Sie haben eine Tochter und zwei Söhne.
| Vorgänger            | Amt                                               | Nachfolger                     |
| -------------------- | ------------------------------------------------- | ------------------------------ |
| Willie Morris        | britischer Botschafter in Saudi-Arabien 1972–1976 | John Wilton                    |
| John Richard Wraight | britischer Botschafter in der Schweiz 1976–1980   | Charles Sydney Rycroft Giffard |